# Campeonato Mundial de Natação em Piscina Curta de 2010 - 200 m livre masculino
A prova dos 200 metros nado livre masculino do Campeonato Mundial de Natação em Piscina Curta de 2010 foi disputado em 15 de dezembro em Dubai nos Emirados Árabes Unidos.

## Recordes
Antes desta competição, os recordes mundiais e do campeonato nesta prova eram os seguintes:
|    | Nome            | Nacionalidade | Tempo (minuto) | Local     | Data                   |
| -- | --------------- | ------------- | -------------- | --------- | ---------------------- |
| WR | Paul Biedermann | Alemanha      | 1:39.37        | Berlim    | 15 de novembro de 2009 |
| CR | Ian Thorpe      | Austrália     | 1:43.28        | Hong Kong | 1 de abril de 1999     |

## Medalhistas
| Ouro              | Prata               | Bronze                 |
| Ryan Lochte (USA) | Danila Izotov (RUS) | Oussama Mellouli (TUN) |

## Resultados

### Eliminatórias
As eliminatórias ocorreram dia 15 de dezembro. Oito atletas num total de 78 se classificaram  para a final. 
| Colocação | Bateria | Raia | Nome                            | Tempo   | Notas |
| --------- | ------- | ---- | ------------------------------- | ------- | ----- |
| 1         | 10      | 5    | Ryan Lochte (USA)               | 1:42.38 | Q, CR |
| 2         | 8       | 5    | Oussama Mellouli (TUN)          | 1:42.41 | Q     |
| 3         | 9       | 3    | Nikita Lobintsev (RUS)          | 1:42.59 | Q     |
| 4         | 9       | 5    | Paul Biedermann (GER)           | 1:42.73 | Q     |
| 5         | 9       | 7    | Shaune Fraser (CAY)             | 1:42.98 | Q     |
| 6         | 9       | 4    | Paweł Korzeniowski (POL)        | 1:43.05 | Q     |
| 7         | 8       | 4    | Danila Izotov (RUS)             | 1:43.20 | Q     |
| 8         | 9       | 2    | Tommaso D'Orsogna (AUS)         | 1:43.25 | Q     |
| 9         | 8       | 6    | Dominik Meichtry (SUI)          | 1:43.29 |       |
| 10        | 10      | 3    | Yannick Agnel (FRA)             | 1:43.51 |       |
| 11        | 1       | 5    | Jiang Haiqi (CHN)               | 1:43.63 |       |
| 12        | 10      | 6    | Peter Vanderkaay (USA)          | 1:43.82 |       |
| 13        | 9       | 6    | Markus Rogan (AUT)              | 1:44.00 |       |
| 14        | 10      | 4    | Filippo Magnini (ITA)           | 1:44.21 |       |
| 15        | 8       | 2    | Kyle Richardson (AUS)           | 1:44.29 |       |
| 16        | 10      | 8    | Chad le Clos (RSA)              | 1:44.65 |       |
| 17        | 1       | 6    | Clément Lefert (FRA)            | 1:44.82 |       |
| 18        | 8       | 3    | Mads Glæsner (DEN)              | 1:45.14 |       |
| 19        | 10      | 7    | Ahmed Mathlouthi (TUN)          | 1:45.16 |       |
| 20        | 9       | 1    | Fernando Santos (BRA)           | 1:45.52 |       |
| 21        | 6       | 5    | Cristian Quintero (VEN)         | 1:46.12 |       |
| 22        | 6       | 2    | Daniele Tirabassi (VEN)         | 1:46.55 |       |
| 23        | 10      | 1    | Rodrigo Castro (BRA)            | 1:46.60 |       |
| 24        | 7       | 2    | Hassaan Abdel Khalik (CAN)      | 1:46.83 |       |
| 25        | 1       | 3    | Jiang Yuhui (CHN)               | 1:47.26 |       |
| 26        | 8       | 7    | Romāns Miloslavskis (LAT)       | 1:47.48 |       |
| 27        | 7       | 1    | Wong Kai Wai David (HKG)        | 1:47.51 |       |
| 28        | 10      | 2    | Gard Kvale (NOR)                | 1:47.66 |       |
| 29        | 4       | 8    | Sebastián Jahnsen Madico (PER)  | 1:47.91 |       |
| 30        | 8       | 8    | Serhiy Frolov (UKR)             | 1:48.42 |       |
| 31        | 7       | 6    | Martín Kutscher (URU)           | 1:48.73 |       |
| 32        | 7       | 5    | Christian Scherübl (AUT)        | 1:48.95 |       |
| 33        | 8       | 1    | Robin Andréasson (SWE)          | 1:49.01 |       |
| 34        | 6       | 7    | Ensar Hajder (BIH)              | 1:49.09 |       |
| 35        | 9       | 8    | David Ernstsson (SWE)           | 1:49.47 |       |
| 36        | 7       | 8    | Vladimir Sidorkin (EST)         | 1:49.59 |       |
| 37        | 1       | 2    | Gal Nevo (ISR)                  | 1:49.69 |       |
| 38        | 6       | 4    | Charles Hockin Brusquetti (PAR) | 1:49.86 |       |
| 39        | 6       | 1    | Grant Beahan (ZIM)              | 1:49.96 |       |
| 40        | 5       | 3    | Mohamed Farhoud (EGY)           | 1:50.09 |       |
| 41        | 7       | 3    | Saeed Malekae Ashtiani (IRI)    | 1:50.59 |       |
| 42        | 6       | 6    | Petr Romashkin (UZB)            | 1:50.68 |       |
| 43        | 7       | 4    | Artur Dilman (KAZ)              | 1:50.94 |       |
| 44        | 5       | 4    | Irakli Revishvili (GEO)         | 1:51.29 |       |
| 45        | 6       | 3    | Vasilii Danilov (KGZ)           | 1:51.94 |       |
| 46        | 5       | 6    | Morad Berrada (MAR)             | 1:52.31 |       |
| 47        | 7       | 7    | Oleg Rabota (KAZ)               | 1:52.90 |       |
| 48        | 5       | 1    | Sebastian Arispe (PER)          | 1:53.10 |       |
| 49        | 4       | 2    | Matthew Abeysinghe (SRI)        | 1:53.64 |       |
| 50        | 3       | 2    | Edward Caruana Dingli (MLT)     | 1:54.32 |       |
| 51        | 6       | 8    | Mohammed Madouh (KUW)           | 1:54.47 |       |
| 52        | 3       | 4    | José Montoya (CRC)              | 1:54.78 |       |
| 52        | 4       | 1    | Hazem Tashkandi (KSA)           | 1:54.78 |       |
| 54        | 4       | 4    | Tong Antonio (MAC)              | 1:55.10 |       |
| 55        | 5       | 8    | Quinton Delie (NAM)             | 1:55.31 |       |
| 56        | 5       | 2    | Sauod Altayar (KUW)             | 1:55.38 |       |
| 57        | 4       | 3    | Kevin Avila Soto (GUA)          | 1:55.46 |       |
| 58        | 5       | 7    | Ngou Pok Man (MAC)              | 1:56.00 |       |
| 59        | 4       | 6    | Colin Bensadon (GIB)            | 1:56.42 |       |
| 60        | 5       | 5    | Edvin Angjeli (ALB)             | 1:56.47 |       |
| 61        | 3       | 5    | Neil Agius (MLT)                | 1:57.26 |       |
| 62        | 3       | 6    | Makram Fatoul (LIB)             | 1:57.97 |       |
| 63        | 4       | 7    | James Sanderson (GIB)           | 1:58.12 |       |
| 64        | 3       | 7    | Derrick Bakhuis (AHO)           | 1:58.36 |       |
| 65        | 3       | 3    | Abdoul Khadre Mbaye Niane (SEN) | 1:59.95 |       |
| 66        | 3       | 1    | Faisal Al Jasmi (UAE)           | 2:01.96 |       |
| 67        | 3       | 8    | Martín Tomasin (BOL)            | 2:03.07 |       |
| 68        | 2       | 6    | Gert Kacani (ALB)               | 2:03.46 |       |
| 69        | 2       | 4    | Samer Kamal (JOR)               | 2:03.63 |       |
| 70        | 2       | 2    | Anderson Lim (BRU)              | 2:05.77 |       |
| 71        | 2       | 5    | Israr Hussain (PAK)             | 2:06.12 |       |
| 72        | 2       | 3    | Nisar Ahmed (PAK)               | 2:06.70 |       |
| 73        | 1       | 7    | Zachary Payne (COK)             | 2:07.87 |       |
| 74        | 2       | 7    | Ronaldo Rodrigues (GUY)         | 2:08.95 |       |
| 75        | 2       | 8    | Kouassi Brou (CIV)              | 2:16.64 |       |
| 76        | 1       | 4    | Mamadou Fofana (MLI)            | 2:46.11 |       |
| 77        | 2       | 1    | Godonou Wilfrid Tevoedjre (BEN) | 2:50.93 |       |
| 78        | 4       | 5    | Loai Abdulwahid Tashkandi (KSA) | DNS     |       |

### Final
A final teve sua disputa realizada em 15 de dezembro.
| Colocação         | Raia | Nome               | Nacionalidade  | Tempo   | Notas |
| ----------------- | ---- | ------------------ | -------------- | ------- | ----- |
| Medalha de ouro   | 4    | Ryan Lochte        | Estados Unidos | 1:41.08 | CR    |
| Medalha de prata  | 1    | Danila Izotov      | Rússia         | 1:41.70 |       |
| Medalha de bronze | 5    | Oussama Mellouli   | Tunísia        | 1:42.02 |       |
| 4                 | 3    | Nikita Lobintsev   | Rússia         | 1:42.03 |       |
| 5                 | 6    | Paul Biedermann    | Alemanha       | 1:42.19 |       |
| 6                 | 7    | Paweł Korzeniowski | Polónia        | 1:42.73 |       |
| 7                 | 8    | Tommaso D'Orsogna  | Austrália      | 1:42.96 |       |
| 8                 | 2    | Shaune Fraser      | Ilhas Caimã    | 1:43.91 |       |

Legenda
| Recorde mundial       | Recorde mundial (World record)               |                       | Recorde africano                      | Recorde africano (African) |                                           | Q | Classificado por posição (Qualified) |
| Recorde do campeonato | Recorde do campeonato (Championship record)  | Recorde da América    | Recorde da América (Americas)         | q                          | Classificado por melhor tempo (Qualified) |   |                                      |
| Melhor marca do ano   | Melhor marca do ano (World leading)          | Recorde asiático      | Recorde asiático (Asian)              | DNS                        | Não largou (Did not start)                |   |                                      |
| Recorde nacional      | Recorde nacional (National record)           | Recorde europeu       | Recorde europeu (European)            | DNF                        | Não terminou (Did not finish)             |   |                                      |
| Recorde pessoal       | Recorde pessoal do atleta (Personal best)    | Recorde da Oceania    | Recorde da Oceania (Oceania)          | DSQ / DQ                   | Desclassificado (Disqualified)            |   |                                      |
| Recorde da temporada  | Recorde da temporada do atleta (Season best) | Recorde sul-americano | Recorde sul-americano (South America) | NM                         | Sem marca (No mark)                       |   |                                      |